# ヘイエルダール (小惑星)
ヘイエルダール (2473 Heyerdahl) は小惑星帯に位置する小惑星。ロシアの天文学者ニコライ・チェルヌイフが発見した。
コンティキ号でペルーのカヤオ港から南太平洋のツアモツ島までの航海を行った、ノルウェーの学者で探検家のトール・ヘイエルダールに因んで命名された。